# Anna Seebacher
Anna Roswitha Seebacher, née le 9 mars 1994 à Schladming, est une fondeuse autrichienne. 

## Biographie
Membre du club SC Sparkasse Radstadt-Salzburg, elle court sa première compétition officielle junior en 2009, puis elle dispute les Championnats du monde junior entre 2012 et 2014, n'obtenant aucun résultat significatif en individuel, alors qu'elle est cinquième en relais en 2013 à Liberec. 
En 2017, elle fait ses débuts en championnat du monde à Lahti (48e du dix kilomètres classique). Cet hiver, elle signe son premier top dix dans la Coupe OPA, finit deux fois dans le top vingt aux Championnats du monde des moins de 23 à Soldier Hollow et devient championne d'Autriche sur dix kilomètres. 
Lors de la saison 2017-2018, elle est appelée pour sa première manche dans la Coupe du monde à Davos, puis prend part également aux Jeux olympiques à Pyeongchang, où elle finit 61e du dix kilomètres libre. Elle arrête sa carrière avec l'équipe nationale en 2018.
En 2019, elle participe à des courses de longue distance, dont pour la première fois la Dolomitenlauf, comptant pour la Worloppet Cup, qu'elle finit troisième.

## Palmarès

### Jeux olympiques d'hiver
| Épreuve / Édition   | Sprint                           | Sprint    | 10 km | 10 km                            | Skiathlon 2 × 7,5 km | 30 km | Relais | Relais   |
| Épreuve / Édition   | libre                            | classique | libre | classique                        | Skiathlon 2 × 7,5 km | 30 km | Sprint | 4 × 5 km |
| JO 2018 Pyeongchang | Épreuve inexistante à cette date | -         | 61e   | Épreuve inexistante à cette date | —                    | -     | -      | -        |

Légende :
- : pas d'épreuve
- — : Non disputée par Seebacher

### Championnats du monde
| Épreuve / Édition   | Sprint | Sprint                           | 10 km                            | 10 km     | Skiathlon 2 × 7,5 km | 30 km | Relais | Relais   |
| Épreuve / Édition   | libre  | classique                        | libre                            | classique | Skiathlon 2 × 7,5 km | 30 km | Sprint | 4 × 5 km |
| Mondiaux 2017 Lahti | -      | Épreuve inexistante à cette date | Épreuve inexistante à cette date | 48e       | -                    | -     | 16e    | -        |

Légende :
- : pas d'épreuve
- — : Non disputée par Seebacher

### Championnats d'Autriche
- Championne sur la poursuite en 2015.
- Championne sur le dix kilomètres classique en 2017.
- Championne sur le dix kilomètres et le skiathlon en 2018.